# Луцій Тіцій
Луцій Тіцій (*лат. Lucius Titius; бл. 95 до н. е. — 39 до н. е.) — політичний діяч часів занепаду Римської республіки.

## Життєпис
Походив з патриціанського роду Тіціїв. Про батьків нічого невідомо. Ймовірно в 50-х роках до н. е. обіймав посаду претора. Під час каденції розбирав справу Мезії з Сентіна. Ймовірно, страждав від шкірної хвороби.
Десь у травні 43 року до н. е. отримав від свого шварга Луція Мунація Планка копію листа Латеренса про становище у таборі Емілія Лепід. Того ж року Тіція було проскрибовано. Він втік на Сицилію до Секста Помпею. Відновлено у правах 39 року до н. е. за умовами Мізенського миру. Помер того ж року.

## Родина
Дружина — Мунація, донька Луція Мунація Планка, друга Цицерона
Діти:
- Марк Тіцій, консул-суфект 31 року до н. е.